# Romahapa
Romahapa est une localité située dans le secteur des Catlins de la région d’Otago dans l’Île du Sud de la Nouvelle-Zélande .

## Situation
Elle est localisée entre les villes de Balclutha et de Owaka.
Le dernier magasin a fermé en 1977.

## Éducation
Romahapa a une petite école primaire nommée «Romahapa School».
Elle fut fondée en 1856 et c’est une des plus anciennes écoles du secteur de South Otago.
Le titre de plus ancienne école de South Otago est aussi revendiqué par école secondaire de Toka mairiro (en) située dans la ville de Milton, qui a célébré son 150 e anniversaire en juin 2006.
Cette dernière école a bénéficié de plusieurs changements organisationnels durant cette période, notamment pour le passage de «District High School» à «High School».
À la  mi-octobre 2006 , elle a célébré son 150 e anniversaire .

## Chemin de Fer
Le 15 décembre 1885, un embranchement ferroviaire du chemin de fer de la Branche de la rivière Catlins (en), se détachant de la ligne principale du sud (en) au niveau de la ville de Balclutha  a été ouvert en direction de celle de Romahapa.
Le village devint un terminus du chemin de fer pendant quelques années et un certain nombre de tramways de bush (en) fonctionnaient aussi dans le secteur et jusque dans les années 1890.
Romahapa perdit son statut de terminus le 7 juillet 1891, quand une extension ouvrit en direction de la ville de Glenomaru .
La ligne du chemin de fer vint à être connue comme la «Catlins River Branch » et finalement se termina au niveau de la ville de Tahakopa.
Au début des années 1900, jusqu’à 16 trains circulaient par jour à travers la ville de Romahapa en semaine; 3 trains étaient à prédominance de  trains mixtes (en) .
La ligne desservit Romahapa jusqu’à sa fermeture le 27 février 1971.
Aujourd’hui, l’entrepôt des denrées de la gare de Romahapa reste en place à son ancienne localisation, alors que les bâtiments de la station elle-même ont été déplacés, quelques kilomètres plus loin et le pont en bois du chemin de fer passant au-dessus du cours d’eau nommé: «Romahapa Creek» est toujours debout.

## Personnalités locales notables
- Liz Craig (en)